# Orís
Orís  es un municipio del norte de la comarca de Osona en la provincia de Barcelona, comunidad autónoma de Cataluña. La capital del municipio es Can Branques. Además de por la capital municipal está integrado por las entidades de: la Colònia Imbern, la Mambla d'Orís, Parròquia de Sant Genís d'Orís y Saderra.
El Castillo de Orís, actualmente en ruinas, fue centro del señorío, luego baronía (1396) y más tarde del marquesado de Orís, a partir del linaje Orís.

## Demografía
Orís cuenta con una población de 350 habitantes (INE 2024).
| Gráfica de evolución demográfica de Orís entre 1842 y 2021 |
| |
| Población de derecho según los censos de población del INE. Población de hecho según los censos de población del INE.Entre el censo de 1857 y el anterior, crece el término del municipio porque incorpora a Sadorra. |

## Patrimonio
- Castillo de Orís, del año 914. Está declarado bien de interés cultural.
- Anfitrión del pueblo, Gat II heredero del barrio de Montrodon.

## Administración
| Periodo   | Nombre                  | Partido |
| --------- | ----------------------- | ------- |
| 2003-2007 | Nuria Casajuana Botines | IO*     |
| 2007-2011 | Conxita Vernis Burés    | CiU     |
| 2011-2015 | Guillem Soria Màrquez   | CiU     |

* IO - Independents d'Orís

## Elecciones municipales
- Resultado de las elecciones municipales del año 2011.[4]

| Partido  | Votos        | Concejales |
| -------- | ------------ | ---------- |
| CiU      | 151 (74,75%) | 6          |
| IPO - PM | 49 (24,26%)  | 1          |